# Pomatocalpa spicatum
Pomatocalpa spicatum là một loài thực vật có hoa trong họ Lan. Loài này được Breda, Kuhl & Hasselt miêu tả khoa học đầu tiên năm 1827.